# Monte Borel
Il monte Borel (2.287 m s.l.m.) è una montagna delle Alpi Cozie situata in provincia di Cuneo. Oltre che come monte Borel è anche nota come monte Bourel. 

## Caratteristiche

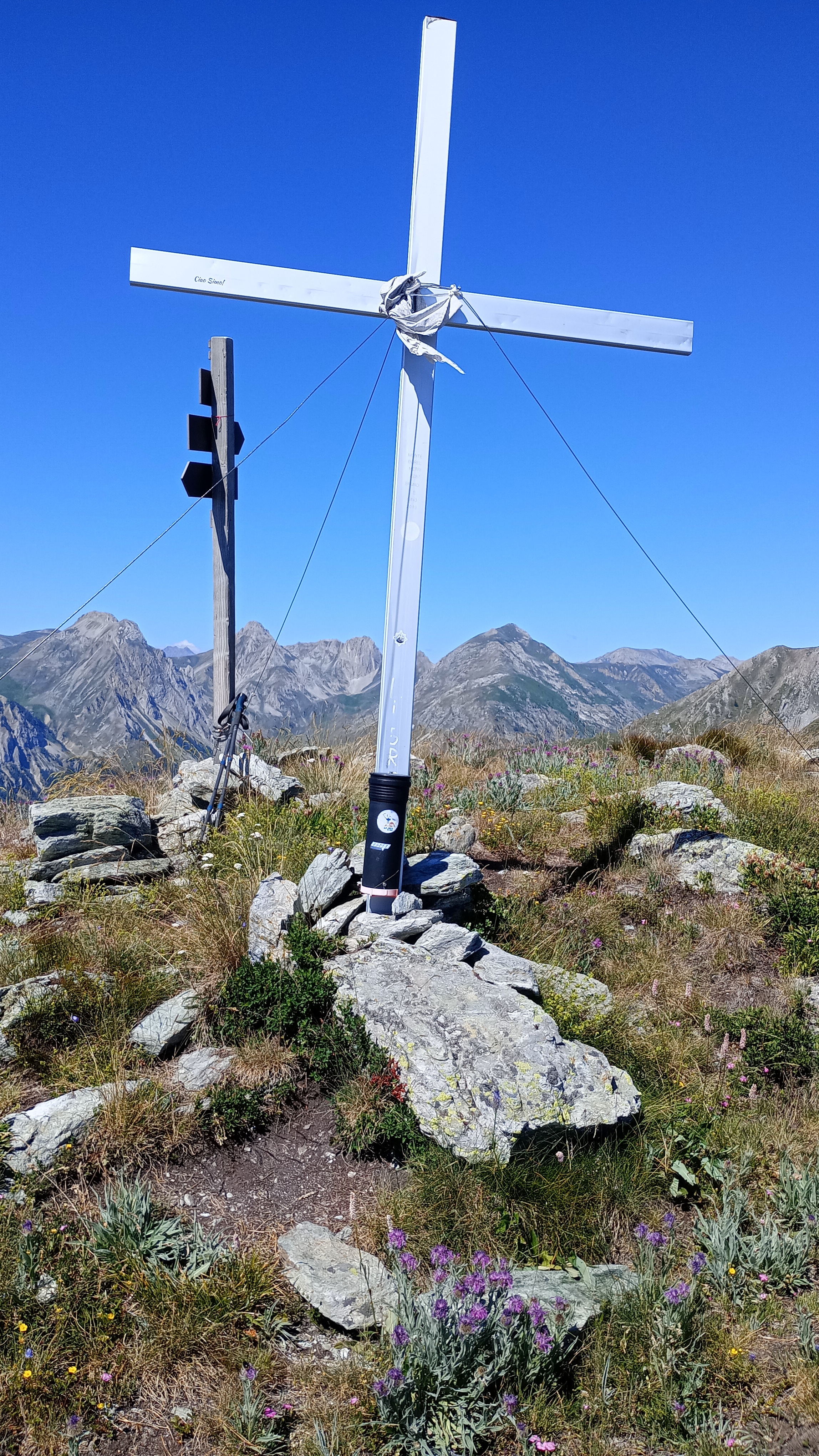
La croce di vetta, sullo sfondo la Punta Parvo

La montagna si trova sullo spartiacque tra il vallone di San Giacomo (Valle Stura di Demonte, a sud) e la Valle Grana (a nord). Il crinale in direzione est perde quota con il colle Borel (o col Bourlet, 2181 m) e poi risale alla Punta dell'Omo. Verso ovest invece lo spartiacque scende al colle Viribiac (2190 m) e risale poi al Crest di Mulets (2411 m) e, dopo una insellatura, alla Cima Viribianc (2474 m). Dal monte Borel dallo spartiacque principale si stacca verso sud un crinale secondario che divide il vallone di Gorfi (a ovest) da quello di San Giacomo e che, raggiunto l'ampio e arrotondato monte Gorfi (2201 m), si esaurisce poi nel solco principale della Val Stura. Il monte Borel, segnalato da una croce di vetta, ha una prominenza topografica di 100 metri. Amministrativamente si trova sul confine tra i comuni di Castelmagno e di Demonte.

## Geologia
La zona del monte Borel geologicamente viene considerata una scaglia silicea inserita nella circostante matrice litologica.

## Ascensione alla vetta

### Accesso estivo
La cima della montagna si può raggiungere per sentiero, con un itinerario da tempo noto ed apprezzato, partendo da San Giacomo, nel vallone dell'Arma, una diramazione in sinistra idrografica della Val Stura. Sempre per sentiero ci si può arrivare dalla frazione Chiappi o da Chiotti, entrambe in Val Grana. Queste ultime due vie di salita possono essere combinate in un itinerario ad anello che comprende anche la vicina Punta dell'Omo. La cima è inoltre toccata dal lungo itinerario della Curnis Auta, che transita seguendo lo spartiacque che delimita la Val Grana.  Si tratta di percorsi di difficoltà E.

### Accesso invernale
Al monte Borel si può arrivare d'inverno con le ciaspole o con gli sci da sci alpinismo. La salita sciistica da San Giacomo è considerata di difficoltà MS.

## Bibliografia

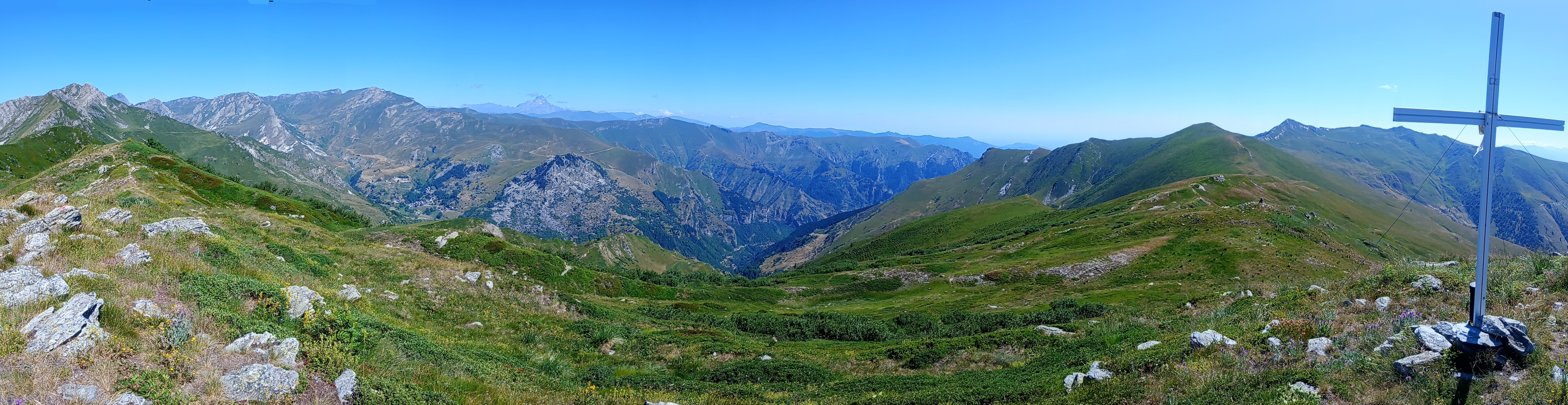
Vista verso la val Grana
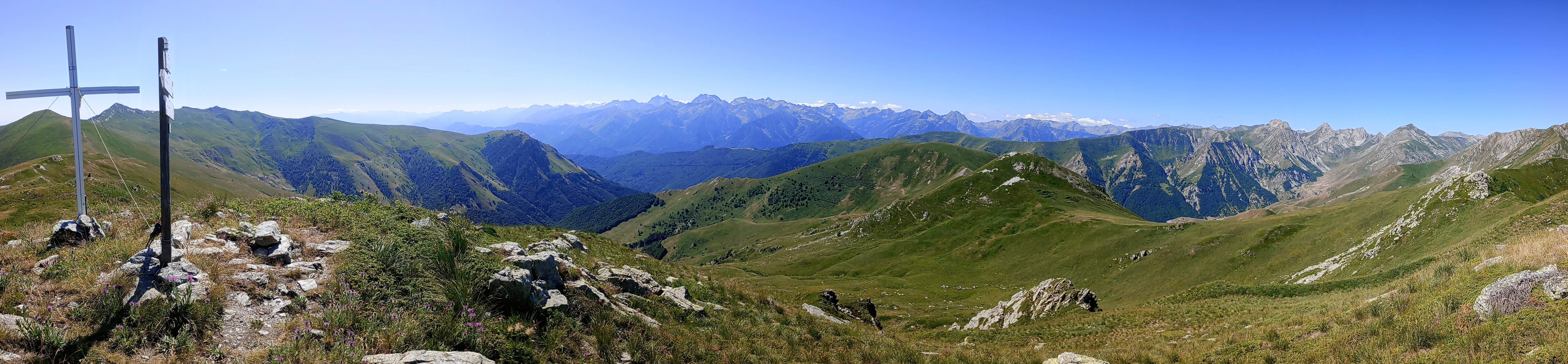
Vista verso la val Stura